# نیازی کلا
نیازی کلا یک منطقه مسکونی در شمال شهر گردیز، مرکز ولایت پکتیا در کشور افغانستان است. این ناحیه در ۱۳۵ کیلومتر (۸۴ مایل) جنوب کابل جای دارد.